# Nectandra lanceolata
Nectandra lanceolata är en lagerväxtart som beskrevs av Nees & Mart. och Christian Gottfried Daniel Nees von Esenbeck. Nectandra lanceolata ingår i släktet Nectandra och familjen lagerväxter. Inga underarter finns listade i Catalogue of Life.